# Яак Мадісон
Яак Мадісон (ест. Jaak Madison нар. 22 квітня 1991, Ярвамаа, Албу, Естонія) — наймолодший депутат XIII Рійгікогу (з 2015), обраний від Консервативної народної партії Естонії по округу № 8 (Ярвамаа і Вільяндімаа). 

## Життєпис
Депутат XIII Рійгікогу.
Навчався в Албуській основній школі, потім продовжив навчання в Гімназії Ноароотсі.  
Після 10 класу продовжив навчання по обміну у Фінляндії, в народному університеті Ханко, де вивчав фінську і шведську мови, історію Північних країн і кіноіндустрію.  
З 2011 вивчав маркетинг в Талліннській економічної школі . 
Медісон закінчив юридичний факультет Тартуського університету у 2023 році зі ступенем бакалавра права.
2015 — обраний депутатом XIII Рійгікогу.
У квітні був обраний заступником Голови Парламентської комісії у справах ЄС. 